# Pyxis Ocean
Pyxis Ocean är ett vinddrivet bulkfartyg som ägs av Mitsubishi Corporation. Fartyget byggdes 2017 och är registrerat i Singapore. Det är av typen bulkfartyg med en tonnage på 43 291 ton, en längd på 229 meter, en bredd på 32,26 meter, och ett djupgående på 8,6 meter. Dess segelplan består av två vikbara segel av stål och glasfiber, varje 37,5 meter högt.
Under 2023, när det chartrades av Cargill, utrustades "Pyxis Ocean" med två "WindWing"-segel för att förbättra bränsleeffektiviteten. Efter modifiering i Shanghai seglade fartyget till Singapore och sedan vidare till Brasilien för att transportera sojamjöl till Polen.

## WindWings-teknikens effektivitet
"Pyxis Ocean" genomförde sin första vinddrivna resa efter att ha blivit utrustad med två styva 37,5 meter höga segel, kallade WindWings. Dessa segel, skapade av BAR Technologies och Yara Marine Technologies, kan minska fartygets bränsleförbrukning med upp till 30 %, vilket bidrar till att minska utsläppen. Denna teknik anses vara ett viktigt steg mot att avkarbonisera sjöfartsindustrin.

## Ekonomi
Installationen av WindWings på en existerande båt som "Pyxis Ocean" är inte en exakt indikator på den ultimata kostnaden, varken för initial installation eller för drift. Det är dock uppskattat att vingteknologin kan lägga till i genomsnitt 3 till 4 miljoner dollar på ett 100 miljoner dollar dyrt fartyg. För "Pyxis Ocean" kan det ta mellan sju och tio år att återvinna den initiala investeringen för vingteknologin.

## Finansiering och drift
MC Shipping, ett dotterbolag till Mitsubishi Corp., äger "Pyxis Ocean", men Cargill, som driver det på långsiktig leasing, gick med på att finansiera installationen av WindWings, med hjälp av ett mindre EU-bidrag. Bränslebesparingarna går till operatören, vilket gör denna investering lönsam.